# Almacenamiento de energía térmica

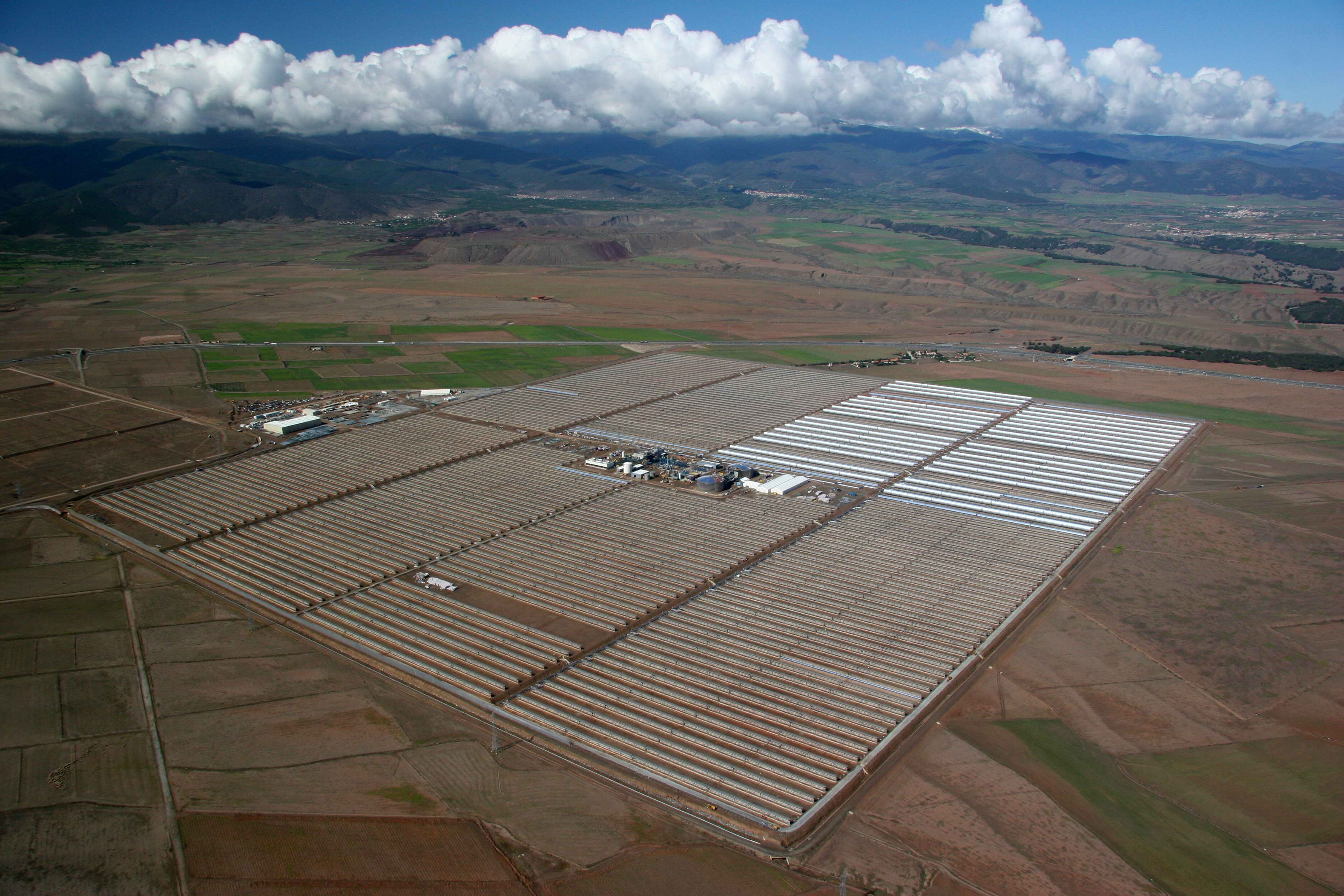
Planta solar Andasol, almacena energía térmica.

El almacenamiento de energía térmica es un método de acumulación de energía que aprovecha el calor, subiendo o bajando la temperatura de una sustancia, cambiando la fase de la sustancia o una combinación de ambos mecanismos.

## Mecanismos
Existen dos mecanismos térmicos para acumular energía, el primero es el calor latente, que representa la energía necesaria para producir el cambio de estado de una sustancia, mientras que el otro corresponde al calor sensible y representa la energía necesaria para producir un cambio en su temperatura.
El almacenamiento por calor latente tiene ciertas ventajas por sobre el mecanismo de calor sensible, ya que, en un intervalo de temperatura pequeño, se puede almacenar más energía, lo que implica, una mayor densidad de energía.  El cambio de fase líquido-gaseoso es el que presenta mayor densidad energética, sin embargo, tiene un mayor cambio volumétrico, es por esto que el más conveniente es el cambio de fase sólido-líquido.
En la literatura técnico científica los sistemas térmicos que utilizan estos mecanismos se los conoce como; almacenamiento de energía térmica de calor latente (LHTES) y almacenamiento de energía térmica de calor sensible (SHTES).      

### Sistemas de calor sensible
La cantidad de calor almacenada en estos sistemas se expresa mediante la ecuación:
{\displaystyle Q_{s}=\Delta H=mC_{p}\Delta T}
Donde {\displaystyle m} y {\displaystyle c_{p}} corresponden a la masa y el calor específico de la sustancia y {\displaystyle \Delta T}  es la diferencia de temperatura inicial y final.
Los sistemas de SHTES que se desarrollan en la actualidad corresponden a:
- Tanques con líquidos: son sistemas de simple funcionamiento, tienen un depósito con un fluido que es calentado por radiación solar u otro proceso que rechace calor. Se debe mencionar que no sólo se almacena agua caliente, también es posible almacenar agua a bajas temperaturas.  Un ejemplo es un estanque solar.
- Sales fundidas: Sistema de almacenamiento usado en plantas termosolares por concentración. Los heliostatos (espejos) reciben la radiación solar y la dirigen a un concentrador, por el que circula la sal fundida, al ser calentada se almacena en un tanque y luego se utiliza para calentar agua generando vapor para mover una turbina produciendo electricidad. La cantidad de sales fundidas usadas para la producción de electricidad son menores a las requeridas, permitiendo almacenar el excedente de energía y usarlo en la noche o en periodos con poca radiación solar.
- Lecho de rocas: Se almacenan rocas en silos, a estos llega aire caliente a rango de 450 °C a 550 °C por medio de un soplador de hace circular aire frío, que es calentado por el lecho rocoso, el aire cálido es llevado a otro sistema de generación de energía.

### Sistemas de calor latente
La acumulación térmica que involucra el cambio de fase, abreviada LHTES, resulta la más conveniente al tener mayor densidad energética por lo que en comparación con SHTES los volúmenes de almacenamiento se reducen de 6 a 10 veces.
Entre las técnicas aplicadas del LHTES la aplicación de los materiales de cambio de fase (PCMs) que almacenan la energía por congelación, El hielo fue el primer PCM utilizarse. Sin embargo, en los últimos 30 años se han desarrollado distintas sustancias o sales usados en LHTES.      